# Sikorsky Cypher
Sikorsky Cypher – amerykański bezzałogowy śmigłowiec rozpoznawczy (UAV – unmanned aerial vehicle, bezzałogowy aparat latający), wyprodukowany przez firmę Sikorsky Aircraft Corporation, który dzięki zamontowanym poziomo, dwóm przeciwbieżnym, czteropłatowym śmigłom  posiada możliwość  pionowego startu i lądowania (VT-UAV – Vertical Takeoff-UAV).

## Konstrukcja
Prace nad aparatem rozpoczęto pod koniec lat 80. XX wieku, pierwszy demonstrator technologii, mający sprawdzić założenia konstrukcyjne aparatu wzbił się w powietrze w 1988 roku. W toku dalszych prac powstał prototyp, który począwszy od kwietnia 1992 roku wykonał 550 lotów demonstrując swoje możliwości. Cypher dzięki pracy dwóch, czterołopatowych, otunelowanych, zamontowanych współosiowo śmigieł, napędzanych silnikiem z tłokiem obrotowym AR-801 może startować i lądować pionowo. Aparat posiada zdolność przeprowadzania całkowicie autonomicznych misji z użyciem odbiornika GPS jak również może być sterowany ręcznie ze stanowiska kontroli lotu. 

## Służba
Dzięki swojej zwartej sylwetce aparat może operować w terenie silnie zurbanizowanym, w pobliżu drzew i linii wysokiego napięcia.